# Мржња
Мржња је осјећање интензивне одбојности према некоме или нечему. Кроз историју, различити филозофи су давали различите дефиниције мржње и њених узрока. Мржња је често повезана са интензивним осећањем беса, презира и гађења. Мржња се понекад посматра као супротност љубави.

## Историја појма
Још је индијски филозоф Сидарта Гаутама истраживао порекло мржње, закључујући: »Мржња се никад не смирује мржњом, већ једино њеним одсуством. Ово је вечни закон.«
Рене Декарт је дефинисао мржњу као свјесност да је неко или нешто лоше, у комбинацији са јаком потребом да се од тога удаљи. Барух Спиноза је дефинисао мржњу као тип бола чији узрок лежи у спољашњим изворима. Аристотел је посматрао мржњу као жељу за уништењем нечега што је неизљечиво временом. Дејвид Хјум је мржњу сматрао осјећањем које се не може умањити и које се уопште не може дефинисати.
У психологији, Сигмунд Фројд је дефинисао мржњу као стање ега које жели да уништи извор своје несрећности. У нешто модернијем становишту, у књизи Penguin Dictionary of Psychology (психолошки рјечник) мржња се описује као „дубоко, трајно, јако осјећање које изражава анимозитет, љутњу и непријатељство према особи, групи или предмету“. Пошто се сматра да је мржња дуготрајно осјећање, многи психолози сматрају да је то више трајни став особе него (привремено) емоционално стање.

## Савремена истраживања
Утицај осјећања мржње на нервни систем је истраживан помоћу методе фМРИ. У том огледу су скенирани мозгови особа у исто вријеме док су им приказиване слике ствари које мрзе. Истраживачи су закључили да постоји посебан шаблон у можданој активности кад се осјећа мржња.

## Терминологија
Појам мржње се употребљава у многим сложеним називима који се користе за означавање специфичних облика омразе. Такви појмови се по правилу граде уз употребу одговарајућег префикса изведеног из грчке речи μῖσος (misos / мржња). По том принципу су настали појмови мизогинија (мржња према женама), односно мизандрија (мржња према мушкарцима), као и други слични називи за разне врсте мржње.

## Емоција
Као емоција, мржња може бити краткотрајна или дуготрајна. Може бити ниског интензитета - 'Мрзим броколи' - или високог интензитета: 'Мрзим цео свет'. У неким случајевима, мржња може бити научени одговор на спољашње утицаје, као што је злоупотреба, заваравање или манипулација. Као опште правило, мржња је дубок психолошки одговор на осећај заробљености или неспособност да се разуму одређени социолошки феномени. Роберт Стернберг је видео три главна елемента у мржњи:
- негација интимности, стварањем дистанце када је блискост постала претња;
- инфузија страсти, као што су страх или бес;
- одлука о обезвређењу претходно вреднованог објекта.[7]

Важна самозаштитна функција, која се налази у мржњи, може се илустровати Стајнберговом анализом 'бунтовничке' мржње, при чему се зависни однос одбацује у потрази за аутономијом.

## Психоанализа
Сигмунд Фројд је дефинисао мржњу као его стање које жели да уништи извор своје несреће, наглашавајући да је то повезано са питањем самоодржања. Доналд Виникот је истакао развојни корак у мржњи, са препознавањем спољашњег објекта: „У поређењу са магијском деструкцијом, агресивне идеје и понашање попримају позитивну вредност, а мржња постаје знак цивилизације“.
Консеквентно, теорија објектних односа је нагласила важност препознавања мржње у аналитичком окружењу: аналитичар признаје сопствену мржњу (као што је откривено у строгим временским ограничењима и наплаћеној накнади), што заузврат може омогућити да пацијент призна и задржи своју претходно прикривену мржњу према аналитичару.
Адам Филипс је отишао толико далеко да је сугерисао да је права љубазност немогућа у вези а да се не мрзи и буде омражен, тако да несентиментално признавање међуљудских фрустрација и њихових повезаних непријатељстава може дозволити да се појави истинско осећање саосећања.[

## Легалности
На енглеском језику, злочин из мржње (такође познат као „злочин мотивисан пристрасношћу“) се генерално односи на кривична дела за која се сматра да су мотивисана мржњом. Они који почине злочине из мржње циљају жртве због њиховог перципираног чланства у одређеној друштвеној групи, која се обично дефинише према раси, полу, религији, сексуалној оријентацији, менталном поремећају, инвалидитету, класи, етничкој припадности, националности, годинама, родном идентитету или политичком опредељењу. Инциденти могу укључивати физички напад, уништавање имовине, малтретирање, узнемиравање, вербално злостављање или увреде, или увредљиве графите или писма (пошта мржње).
Говор мржње је говор за који се сматра да омаловажава особу или групу људи на основу њихове друштвене или етничке групе, као што су раса, пол, године, етничка припадност, националност, религија, сексуална оријентација, родни идентитет, ментални поремећај, инвалидитет, језичке способности, идеологија, друштвена класа, занимање, изглед (висина, тежина, боја коже, итд), ментални капацитет и било која друга разлика која се може сматрати препреком. Појам обухвата писмену и усмену комуникацију и неке облике понашања у јавном окружењу. То се понекад се назива и антилокуцијом и прва је тачка на Олпортовој скали која мери предрасуде у друштву. У многим земљама, намерна употреба говора мржње је кривично дело које је забрањено законима о подстицању на мржњу. Често се наводи да се криминализација говора мржње понекад користи да обесхрабрује легитимну дискусију о негативним аспектима добровољног понашања (као што су политичко убеђивање, верска приврженост и филозофска оданост). Такође се поставља питање да ли говор мржње у неким земљама спада под заштиту слободе говора.
Обе ове класификације су изазвале дебату, са контрааргументима као што су, али не ограничавајући се на, тешкоће у разликовању мотива и намере за злочине, као и филозофску дебату о ваљаности вредновања циљане мржње као већег злочина од опште мизантропије и презир човечности је потенцијално једнак злочин сам по себи.

## Неурологија
Неурални корелати мржње су истражени fMRI процедуром. У овом експерименту, људима је скениран мозак док су гледали слике људи које су мрзели. Резултати су показали повећану активност у средњем фронталном гирусу, десном путамену, билатерално у премоторном кортексу, у фронталном полу и билатерално у медијалном инсуларном кортексу људског мозга.
Познато је да они који пате од мизофоније изражавају мржњу када се подстакну.

## Етнолингвистика
Мржња, као и љубав, поприма различите облике и форме на различитим језицима. Иако би могло бити поштено да се каже да постоји једна једина емоција у енглеском, француском (haine) и немачком (Hass), мржња је историјски ситуирана и културолошки конструисана: варира у облицима у којима се манифестује. Тако је извесна безрелациона мржња изражена у француском изразу J'ai la haine, који нема прецизан еквивалент у енглеском; док за оне који говоре енглески, љубав и мржња увек укључују силу, објекат или особу, и стога, однос са нечим или неким, J'ai la haine (дословно, ја мрзим) искључује идеју о емоцији усмереној на особу. Ово је облик фрустрације, апатије и анимозитета који се врти у субјекту, али не успоставља никакав однос са светом, осим бесциљне жеље за уништењем.
Француски облици антиамериканизма су виђени као специфичан облик културне огорчености, који региструје радост у мржњи.

## Религија
Специјални известилац Уједињених нација за слободу и веру цитирао је концепт колективне мржње засноване на религији, коју је описао као феномен који је створио човек, изазван намерним радњама и пропустима распиривача мржње.
Мржња може бити санкционисана и религијом. Хебрејска реч која описује псалмистову „савршену мржњу“ (Ps. 139,22) значи да она „доводи процес до краја“. Постоје и извори који објашњавају како се ислам развио око мржње према неверовању, јер се сматра извором зла и да присталице настоје да шире куранску веру као средство за њено искорењивање. Конкретан пример је говор мржње. Објашњено је да религија има за циљ да преобрати нове следбенике и да се екстремни говор против друге религије или њених присталица сматра средством за ефикасно мењање туђих веровања.

## Филозофија
Филозофи су од античког времена настојали да опишу мржњу, а данас постоје различите дефиниције. Аристотел је, на пример, то посматрао као различито од љутње и беса, описујући мржњу као жељу да се уништи објекат и неизлечива је временом. Дејвид Хјум је такође понудио сопствену концептуализацију, тврдећи да је мржња несводљиво осећање које се уопште не може дефинисати.